# Vavilovia
Vavilovia là một chi thực vật có hoa thuộc họ Fabaceae. Nó thuộc phân họ Faboideae.

## Các loài
- Vavilovia aucheri Fed.
- Vavilovia formosa (Steven) Fed. 1939